# Frankrikes Grand Prix 1977
Frankrikes Grand Prix 1977 var det nionde av 17 lopp ingående i formel 1-VM 1977.  

## Resultat
1. Mario Andretti, Lotus-Ford, 9 poäng
2. John Watson, Brabham-Alfa Romeo, 6
3. James Hunt, McLaren-Ford, 4
4. Gunnar Nilsson, Lotus-Ford, 3
5. Niki Lauda, Ferrari, 2
6. Carlos Reutemann, Ferrari, 1
7. Clay Regazzoni, Ensign-Ford
8. Jacques Laffite, Ligier-Matra
9. Jochen Mass, McLaren-Ford
10. Rupert Keegan, Hesketh-Ford
11. Emerson Fittipaldi, Fittipaldi-Ford
12. Ronnie Peterson, Tyrrell-Ford
13. Vittorio Brambilla, Surtees-Ford

### Förare som bröt loppet
- Ian Scheckter, March-Ford (varv 69, för få varv)
- Jody Scheckter, Wolf-Ford (66, olycka)
- Hans-Joachim Stuck, Brabham-Alfa Romeo (64, olycka)
- Alan Jones, Shadow-Ford (60, transmission)
- Arturo Merzario, Merzario (March-Ford) (27, växellåda)
- Patrick Depailler, Tyrrell-Ford (21, olycka)
- Riccardo Patrese, Shadow-Ford (6, motor)
- David Purley, LEC-Ford (5, olycka)
- Jean-Pierre Jarier, ATS (Penske-Ford) (4, olycka)

### Förare som ej kvalificerade sig
- Alex Ribeiro, March-Ford
- Patrick Nève, Williams (March-Ford)
- Brett Lunger, BS Fabrications (McLaren-Ford)
- Harald Ertl, Hesketh-Ford
- Larry Perkins, Surtees-Ford
- Hector Rebaque, Hesketh-Ford
- Patrick Tambay, Surtees-Ford
- Conny Andersson, BRM